# Monzonit

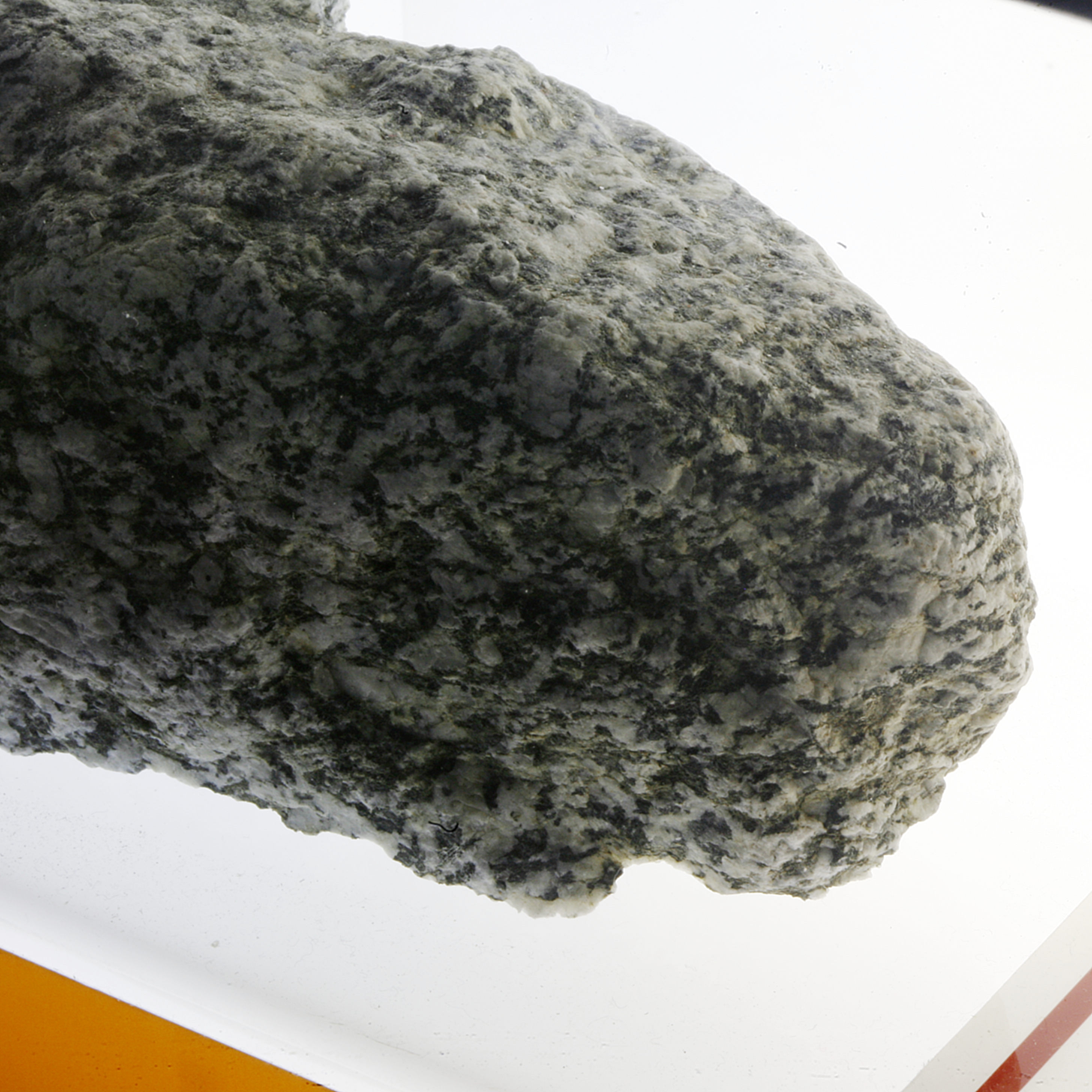
Quarz-Monzonit

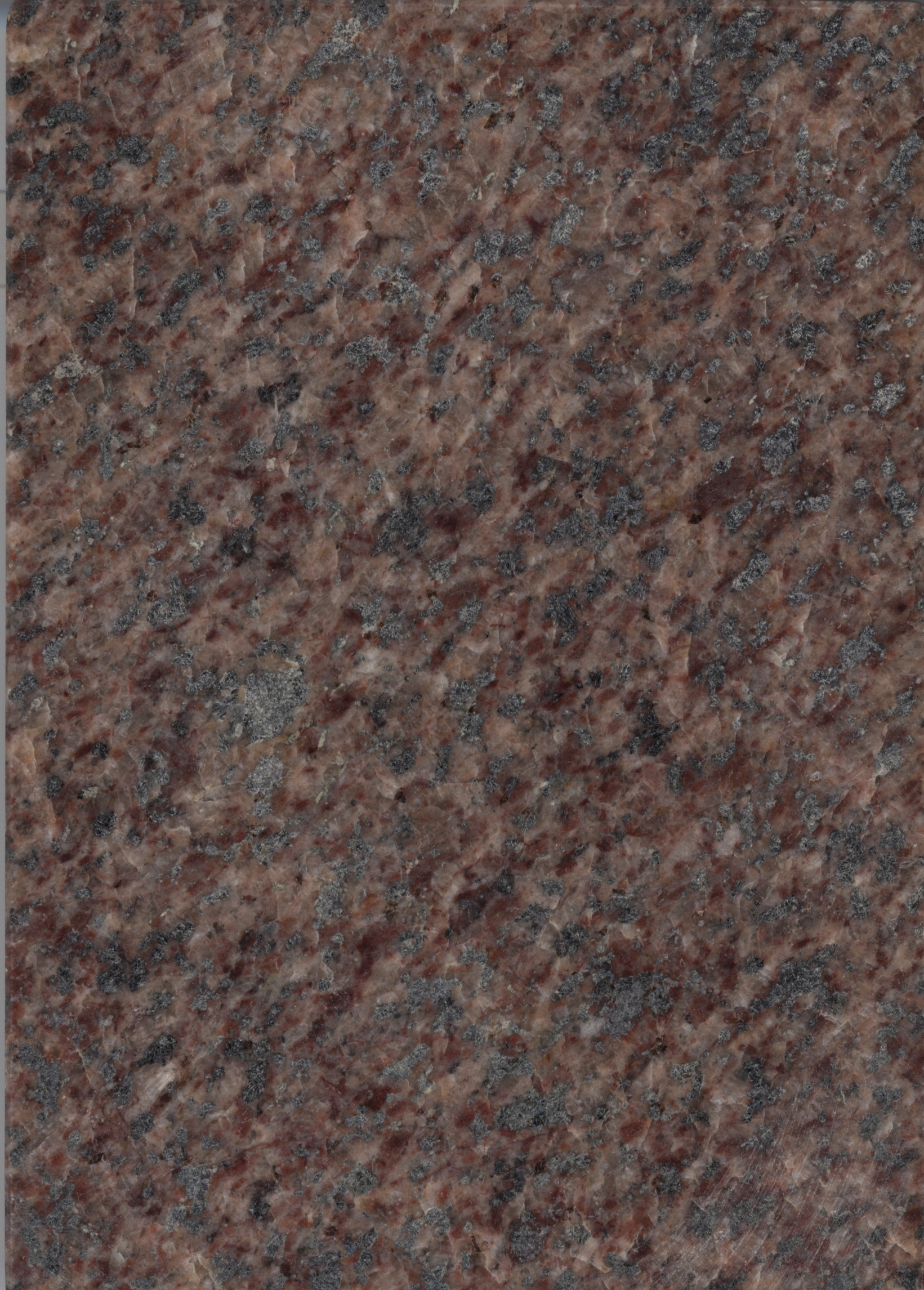
Monzonit aus dem Plauenschen Grund bei Dresden

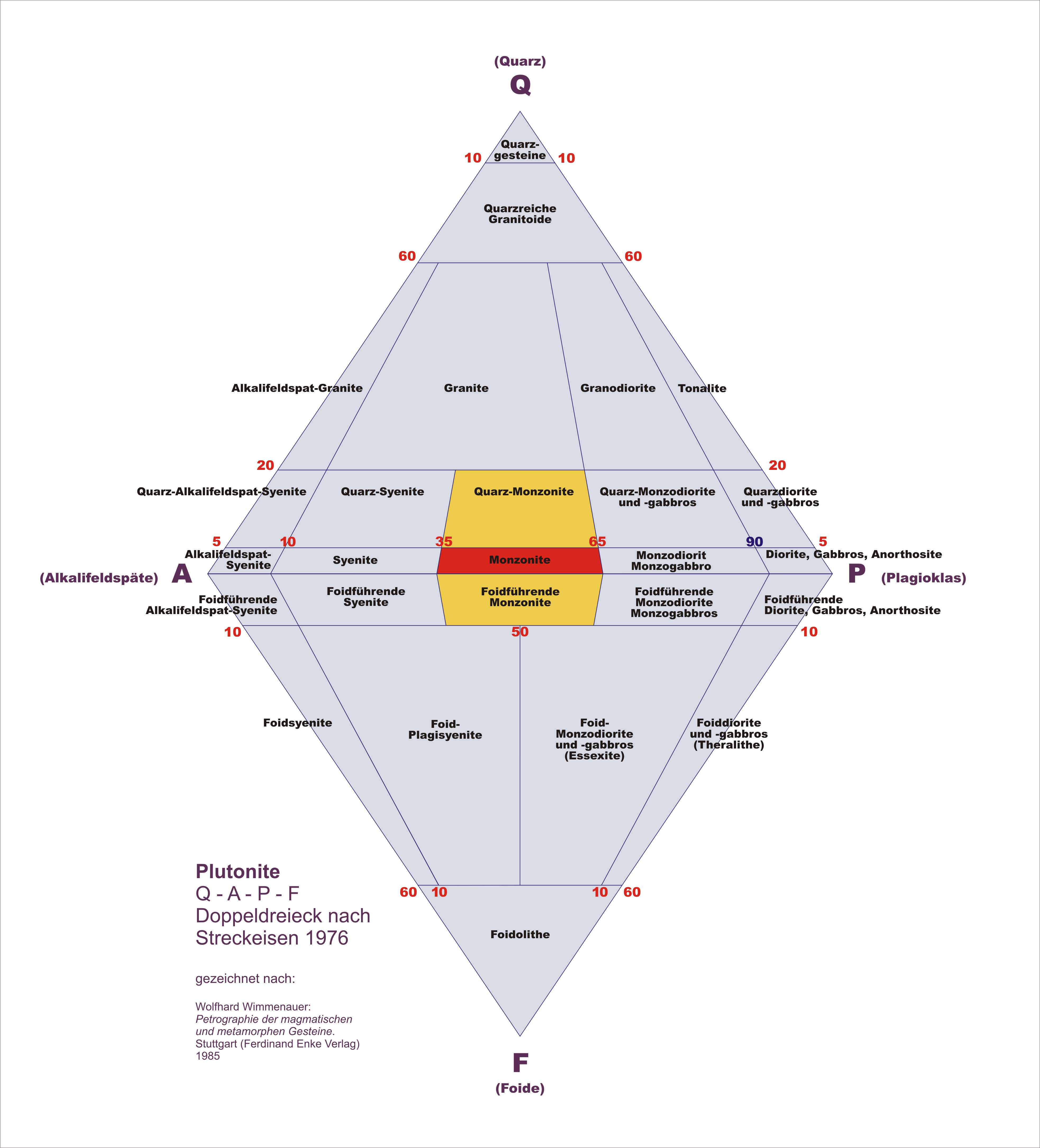
Das Streckeisendiagramm, in dem die Gruppe der Monzonite den zentralen Teil einnimmt

Monzonite sind mesotype, feldspatreiche, meist mittelkörnige Tiefengesteine, die zur Syenit- und Monzonit-Familie gehören. Der Name leitet sich von der östlich des Fassatals bei Moena gelegenen Berggruppe Monzoni–Valacia im Trentino (Italien) ab.

## Gesteinsbeschreibung und Mineralbestand
Die heute gültige Definition leitet sich aus der wissenschaftlichen Neubeschreibung von Waldemar Christofer Brøgger ab, die er 1895 in Kristiania publizierte und auf die sich Walter Ehrenreich Tröger 1935 stützte. Die früheste wissenschaftliche Beschreibung des Gesteins stammt von dem Franzosen Albert-Auguste Cochon de Lapparent, die in den Annales des Mines im Jahre 1864 erschien.
Die Monzonite ähneln in ihrem Aussehen den Graniten, haben ein körniges Gefüge und ihre Farbe wird durch die Alkalifeldspäte bestimmt. Sie reicht von hell- bis dunkelgrau, mitunter auch grünlich, bräunlich und rot.
Monzonite unterscheiden sich von den Syeniten dadurch, dass die Plagioklasfeldspäte gegenüber den Kalifeldspäten im Mineralbestand überwiegen. Die Hauptgemengteile der Monzonite sind bei den hellen Mineralen 55–90 %, davon betragen die Feldspäte 80–100 % (Alkalifeldspat 35–65 %, Plagioklasfeldspat 35–65 %) und Quarz 0–20 % oder Foide 0–10 Prozent. Die dunklen Minerale betragen 10 bis 45 Prozent. Die Nebengemengteile sind Hornblende, Pyroxene und Biotit.

## Vorkommen
Monzonite kommt in enger Beziehung zu Graniten und Granodioritbildungen vor. Die Vorkommensgebiete sind:
- Italien: Monzoni-Intrusion bei Moena im Fassatal und südwestlich davon um Predazzo, Fleimstal, Trentino (siehe auch Mangerit)
- Deutschland: Meißener Massiv, bekannte Aufschlüsse sind der Ratssteinbruch im Plauenschen Grund bei Dresden und befinden sich in der sächsischen Lößnitz[2]
- Kanada: Québec
- Südnorwegen
- Elfenbeinküste
- Iran bei Chorasan
- Australien: New South Wales

## Entstehung
Monzonitische Magma entstehen durch magmatische Differentiation. Monzonite kommen durchaus in großen Syenit-Monzonit-Batholithen vor oder in kleineren Intrusionen. Sie entstehen aber auch durch metasomatische Vorgänge, bei denen Alkalien zugeführt werden.

## Verwendung
Monzonite werden aufgrund ihrer technischen Eigenschaften, die den Graniten ähneln, in gleicher Weise verwendet. Regional werden sie für den Straßenbau genutzt und einige Sorten als Dekorstein für Fassaden, Treppen- und Bodenbeläge, Fensterbänke und Küchenarbeitsplatten.

## Naturwerksteinsorten
- Sienite di Balma (Italien)
- Khoransan Azur (Iran)
- Monzonite Verde (Italien)